# BVC Rotterdam
Beroepsvoetbalclub Rotterdam is een voormalig betaaldvoetbalclub uit Rotterdam. De club werd opgericht op 18 juni 1954 en was een van de oprichters van de NBVB (Nederlandse Beroeps Voetbal Bond). De club heeft nauwelijks een half jaar bestaan.
Omdat de NBVB een zogenaamde 'wilde bond' was, had de Beroepsvoetbalclub Rotterdam in de korte periode van zijn bestaan géén eigen veld om op te spelen. De velden waarop professioneel voetbal gespeeld werd, werden besmet verklaard door de KNVB. De Beroepsvoetbalclub Rotterdam moest daarom uitwijken naar velden in onder andere Hillegersberg, IJmuiden en het Drentse Veenoord. De Oostenrijker Franz Fuchs was trainer.
Na de fusie tussen NBVB en KNVB behoorde de Beroepsvoetbalclub Rotterdam tot de zes leden van de NBVB die ophielden te bestaan. De club fuseerde in november 1954 met de profclub Den Haag tot een club die aanvankelijk Flamingo's '54 heette, maar in januari 1955 werd omgedoopt in Holland Sport.

## Spelers
- Aad Bak (ex-Excelsior)
- Harry Broeders (ex-Feijenoord)
- Aad Dame (ex-Xerxes)
- Jan Everse sr. (ex-Xerxes)
- Franz Fuchs (speler-trainer)
- Wim van der Gaag (ex-RFC)
- Jacques Heijster (ex-Hermes DVS)
- Joop Heijster (ex-Hermes DVS)
- Aad van Hoek (ex-Feijenoord)
- Cees de Jong (ex-DFC)
- Ab Kentie (ex-Xerxes)
- Herman Koning (ex-Xerxes)
- Wim Landman (ex-Sparta)
- Frans Mijnsbergen (ex-Feijenoord)
- Tinus Osterholt (ex-Hermes DVS)
- Henk Schouten (ex-Excelsior)
- Bas Versprille (ex-Neptunus)
- Wim van Zuijlekom (ex-Sparta)

## Overzichtslijsten

### Seizoensoverzichten
| Resultaten van BVC Rotterdam sinds de toetreding in het betaald voetbal in 1954 | Resultaten van BVC Rotterdam sinds de toetreding in het betaald voetbal in 1954 | Resultaten van BVC Rotterdam sinds de toetreding in het betaald voetbal in 1954 | Resultaten van BVC Rotterdam sinds de toetreding in het betaald voetbal in 1954 | Resultaten van BVC Rotterdam sinds de toetreding in het betaald voetbal in 1954 | Resultaten van BVC Rotterdam sinds de toetreding in het betaald voetbal in 1954 | Resultaten van BVC Rotterdam sinds de toetreding in het betaald voetbal in 1954 | Resultaten van BVC Rotterdam sinds de toetreding in het betaald voetbal in 1954 | Resultaten van BVC Rotterdam sinds de toetreding in het betaald voetbal in 1954 | Resultaten van BVC Rotterdam sinds de toetreding in het betaald voetbal in 1954 | Resultaten van BVC Rotterdam sinds de toetreding in het betaald voetbal in 1954 | Resultaten van BVC Rotterdam sinds de toetreding in het betaald voetbal in 1954 | Resultaten van BVC Rotterdam sinds de toetreding in het betaald voetbal in 1954 |
| Seizoen                                                                         | Competitie                                                                      | Competitie                                                                      | Competitie                                                                      | Competitie                                                                      | Competitie                                                                      | Competitie                                                                      | Competitie                                                                      | Competitie                                                                      | Competitie                                                                      | Kwalificatie                                                                    | KNVB beker                                                                      | Bijzonderheid |
| Seizoen                                                                         | Divisie                                                                         | GW                                                                              | W                                                                               | G                                                                               | V                                                                               | PNT                                                                             | DV                                                                              | DT                                                                              | POS                                                                             | Kwalificatie                                                                    | KNVB beker                                                                      | Bijzonderheid |
| ------------------------------------------------------------------------------- | ------------------------------------------------------------------------------- | ------------------------------------------------------------------------------- | ------------------------------------------------------------------------------- | ------------------------------------------------------------------------------- | ------------------------------------------------------------------------------- | ------------------------------------------------------------------------------- | ------------------------------------------------------------------------------- | ------------------------------------------------------------------------------- | ------------------------------------------------------------------------------- | ------------------------------------------------------------------------------- | ------------------------------------------------------------------------------- | --- |
| 1954/55                                                                         | NBVB                                                                            | 11                                                                              | 4                                                                               | 4                                                                               | 3                                                                               | 12                                                                              | 23                                                                              | 17                                                                              | 4e                                                                              | –                                                                               | Geen bekertoernooi                                                              | BVC Rotterdam treedt toe tot het betaald voetbal De competitie werd na de fusie van de KNVB en de NBVB niet afgemaakt. Alle teams werden opnieuw ingedeeld. BVC Rotterdam fuseert met Den Haag tot Flamingo's, welke later werd hernoemd naar Holland Sport. |

### Topscorer
- 1954/55:  Henk Schouten (7)

### Trainer
- 1954–1954:  Franz Fuchs